# Magno Augusto Bacelar Nunes
Magno Augusto Bacelar Nunes (Chapadinha, 3 de julho de 1957) é um médico e político brasileiro.  

## Política
Iniciou sua carreira política no município de Aldeias Altas, onde foi prefeito de 1993 a 1996. Foi também eleito deputado estadual pelo Maranhão em 1998, exercendo o mandato de 1999 à 2000, tendo saído pelo fato de ter sido eleito prefeito de Chapadinha.
Foi por 8 anos prefeito de Chapadinha, entre 2001 e 2008. Em 2011, foi eleito novamente deputado estadual no Maranhão, ficando até 2014 no cargo. Se elegeu para prefeito de Chapadinha em 2020 novamente, mas não foi eleito.